# 新泾港
新泾港，又名新泾、新泾浦，是中華人民共和國上海市一條流經長寧區和閔行區的河流，属吴淞江支流，北起吴淞江，南至淀浦河。元朝至清朝時，新泾港为船隻前往東海的重要水道。1956年，當地政府對新泾港實施疏浚。2004年，閔行區對新泾港實施整治。